# Czas Królewca
| MSK-1 | Czas Królewca (UTC+2:00)          |
| MSK   | Czas moskiewski (UTC+3:00)        |
| MSK+1 | Czas Samary (UTC+4:00)            |
| MSK+2 | Czas Jekaterynburga (UTC+5:00)    |
| MSK+3 | Czas Omska (UTC+6:00)             |
| MSK+4 | Czas Krasnojarska (UTC+7:00)      |
| MSK+5 | Czas Irkucka (UTC+8:00)           |
| MSK+6 | Czas Jakucka (UTC+9:00)           |
| MSK+7 | Czas Władywostoku (UTC+10:00)     |
| MSK+8 | Czas Sriedniekołymska (UTC+11:00) |
| MSK+9 | Czas kamczacki (UTC+12:00)        |

| WET lub WEST | Czas zachodnioeuropejski (UTC+0) Czas zachodnioeuropejski letni (UTC+1) |
| WET          | Czas zachodnioeuropejski (UTC+0)                                        |
| CET lub CEST | Czas środkowoeuropejski (UTC+1) Czas środkowoeuropejski letni (UTC+2)   |
| KSK          | Czas Królewca (UTC+2)                                                   |
| EET lub EEST | Czas wschodnioeuropejski (UTC+2) Czas wschodnioeuropejski letni (UTC+3) |
| MSK          | Czas moskiewski (UTC+3)                                                 |

Czas Królewca (ang. Kaliningrad Time, KSK) – całoroczna strefa czasowa obowiązująca w obwodzie królewieckim, odpowiadająca czasowi słonecznemu południka 30°E, który różni się o 2 godziny od uniwersalnego czasu koordynowanego (UTC+02:00), a jednocześnie jest o godzinę przesunięty względem czasu moskiewskiego (MSK-1).
W okresie od marca 2011 roku do października 2014 roku czas Królewca odpowiadał strefie UTC+03:00. Wcześniej, czas Królewca standardowy (zimowy) odpowiadał strefie UTC+02:00, a czas letni – UTC+3:00.